# Valve Anti-Cheat
Valve Anti-Cheat (VAC) ist eine Software, die von der Spielefirma Valve in die Mehrspieler-Komponenten ihrer Spiele integriert wurde. Ihr Zweck ist es, sogenannte Cheater in Online-Spielen zu erkennen und vom Spielen auszuschließen. VAC bedient sich dafür verschiedener Methoden, auch Detections genannt. Diese Detections verhalten sich ähnlich wie Virendefinitionen in Antivirenprogrammen und werden beim Start eines Internetspiels immer neu geladen. Dabei konzentriert sich VAC vor allem auf die ausführbaren Spiele-Dateien und Programmbibliotheken.
Zum Erscheinen von Half-Life 2 im November 2004 kündigte Valve eine Aktualisierung für VAC mit dem Namen VAC 2 an. Circa ein Jahr nach der Ankündigung wurde die finale Version veröffentlicht.

## Funktionsprinzip
Sollte ein Spieler auf einem mit VAC gesicherten Server cheaten, wird sein Steam-Konto dauerhaft für weitere Spiele auf mit VAC gesicherten Servern gesperrt. Diese Sperre gilt allerdings nur für Spiele mit der gleichen Engine. Falls zum Beispiel in Counter-Strike 1.6 (das die GoldSrc-Engine benutzt) betrogen wurde, kann immer noch in Counter-Strike: Source (Source-Engine) auf gesicherten Servern gespielt werden. Um den Cheater im Unklaren zu belassen, welcher Cheat die Sperrung ausgelöst hat, und damit andere Betrüger nicht gewarnt werden können, tritt die Sperre erst nach einigen Tagen oder Wochen in Kraft.
Auf der Game Developers Conference 2018 stellte Valve ein neues Werkzeug vor. Mit VACnet betreibt man eine Deep Learning KI, die Aimbots anhand von auffälligen Cursorbewegungen detektiert. Ziel des Projektes war ein ergänzendes Werkzeug zu dem arbeitsintensiven Overwatch-System, bei dem erfahrene Spieler Replays anschauen und VAC bei dem Valve die Erkennungssignaturen manuell ergänzen muss. VACnet lernt stetig durch den Input aus dem Overwatch-System und zeigte Erkennungsraten von 80 bis 95 Prozent.
Mit der Veröffentlichung von Counter-Strike 2 wurde eine Routine names VAC Live eingefügt, die in Echtzeit analysiert und Spiele abbricht, sobald Cheats gefunden werden.

## Kritik
VAC(2) wurde für unangemessen große zeitliche Abstände zwischen Aktualisierungen kritisiert. Dies stelle die Effektivität des Systems in Frage. Spieler mit hoher DPI-Einstellung in der Computermaus wurden fälschlicherweise als Cheat erkannt. Auch das AntiLag+ System aus Treibern von AMD führte zeitweise zu Bans.